# Agogô

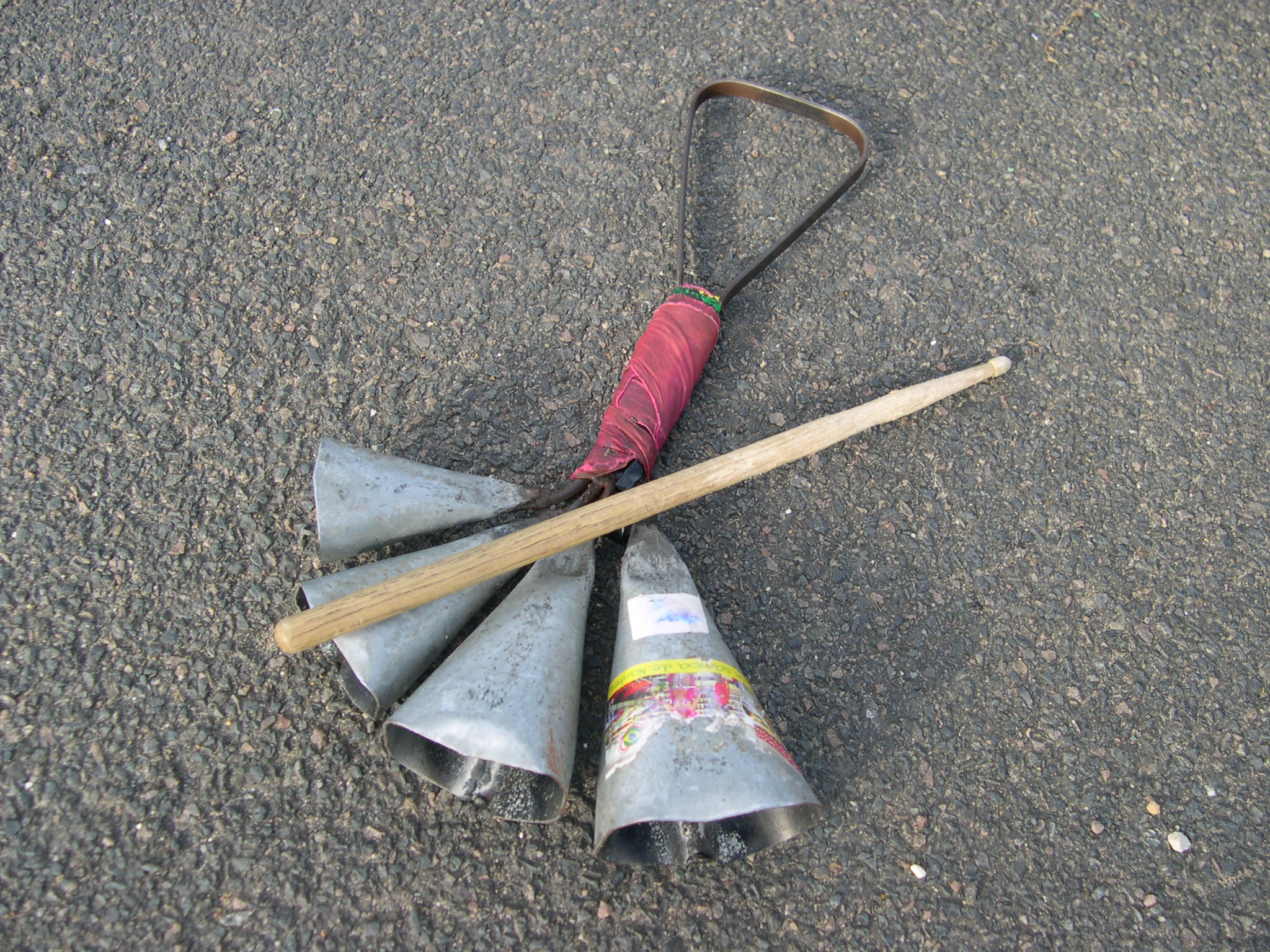
Agogô com 4 campânulas

O agogô, também conhecido como gã, é um instrumento musical formado por um único ou múltiplos sinos originado da música iorubá, da África Ocidental. Tradicionalmente usado no candomblé, o agogô ainda é utilizado no samba de roda e no samba carioca.

## Etimologia
A palavra "agogô" vem do iorubá agogô, que significa "sino". É o nome usado pelos povos Yoruba-, Igala- e Edo, que vivem na Nigéria, para descrever um sino golpeado sem badalo.

## Instrumento musical
O agogô é um instrumento musical idiofone, compõe-se de duas até 4 campânulas de ferro, ou dois cones ocos e sem base, de tamanhos diferentes, de folhas de Flandres, ligados entre si pelas vértices.
Para se tirar som desse instrumento bate-se com uma baqueta de madeira nas duas bocas de ferro, também chamadas de campânulas, do instrumento.

### Na religião

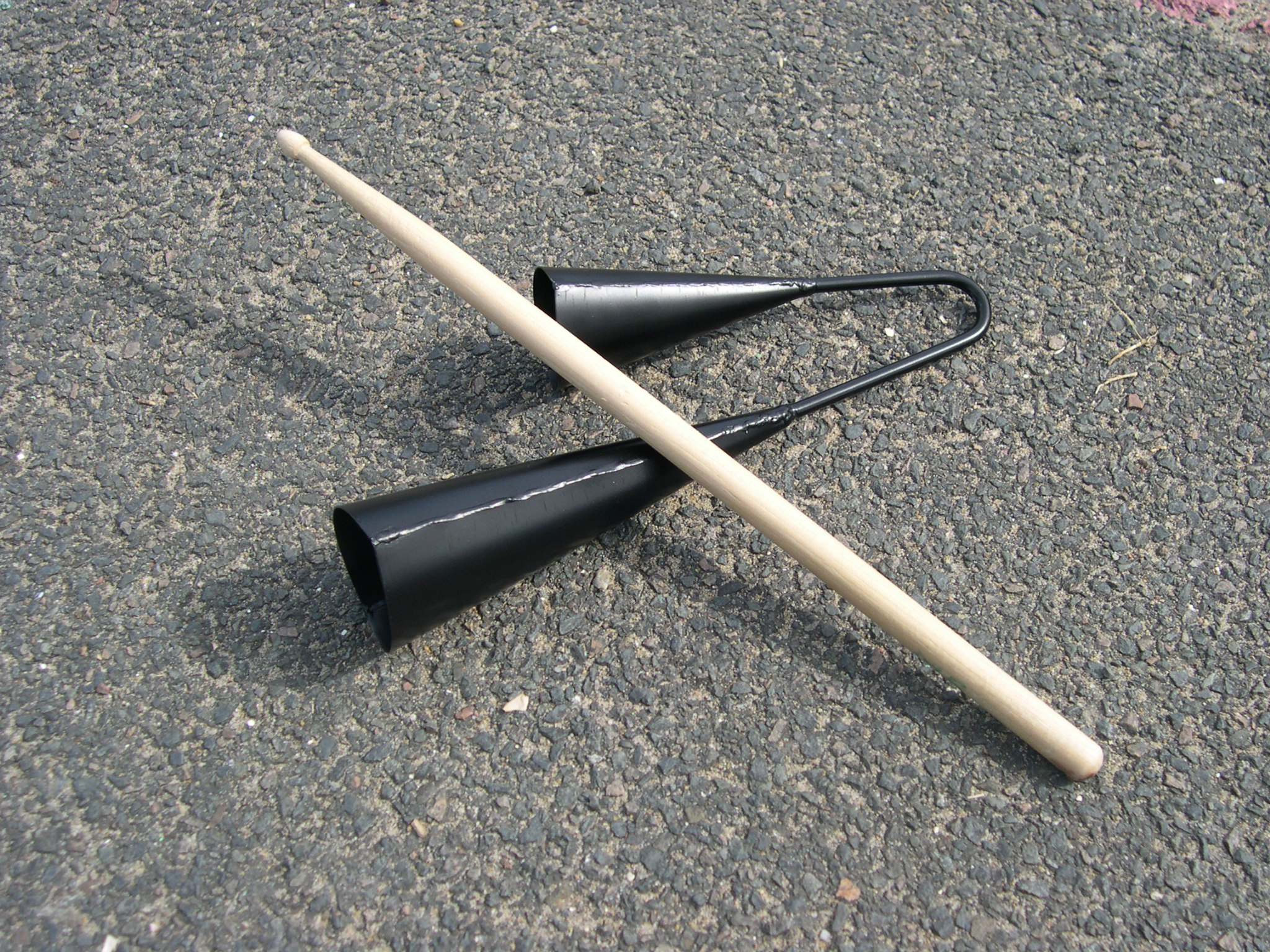
Um agogô de metal preto com uma baqueta.

Pertence ao Orixá Ogum, usado no candomblé onde também é chamado de Gã e em outras religiões afro-brasileiras, por isso é o primeiro instrumento que deve ser tocado nas liturgias dos cânticos. Como é um objeto sagrado, antes do seu uso deve passar por rituais litúrgicos de consagração, isso implica banho de folha, ervas, sacrifícios vegetais, animais e minerais para adquirir o (axé) "força vital" no sentido de interferir no transe dos iniciados. No candomblé é tocado com o aguidavi.

### Na capoeira
Faz parte da "bateria" da roda da capoeira, onde é mais conhecido por "gã" - nome este que vem de akokô, palavra nagô que significa "relógio"  "tempo", assim como um som extraído de um instrumento metálico ou de madeira

## Ligações Externas
- FONSECA, Edilbero José de Macedo. “...Dar rum ao orixá...”
- Beat! Percussion Fever. "Agogô"[ligação inativa]